# Doppleschwand
Doppleschwand ist eine politische Gemeinde im Wahlkreis Entlebuch des Kantons Luzern in der Schweiz.

## Geographie
Der Ort liegt auf einer Terrasse zwischen Grosser Fontanne und Kleiner Emme im unteren Entlebuch am Fuss des Napfgebirges.  Zur Gemeinde gehören neben dem Dorf auch die Weiler Gober (774 m ü. M.; im Südwesten), Holz und Oberhüsern (806 m ü. M. resp. 879 m ü. M.; beide im Süden). Die Höhenunterschiede innerhalb der Gemeinde sind beträchtlich. Die Goberflue liegt auf 971 m ü. M., das Dorf auf 750 m ü. M. und der tiefste Punkt an der Mündung der Grossen Fontanne in die Kleine Emme auf 590 m ü. M.
Von der Fläche von 695 ha werden 55,7 % landwirtschaftlich genutzt, 35,9 % sind Wald und Gehölz und nur 6,2 % Siedlungsfläche (Stand 2015/16).
Doppleschwand grenzt an Entlebuch, Hasle, Romoos und Wolhusen.

## Bevölkerung
Die Bevölkerung wuchs im 18. bis zur Mitte des 19. Jahrhunderts stark an. Trotz hohem Geburtenüberschuss sank sie durch massive Auswanderung nach Übersee und in die Städte bis ins Jahr 1970. Da der Grossteil der Einheimischen durch den Besitz eines Autos mobiler geworden ist, konnte die Abwanderung stark verringert werden, und die Zahl der Bewohner wächst wieder.
Quelle: Bundesamt für Statistik; 1850 bis 2000 Volkszählungsergebnisse, 2010 ESPOP, seit 2011 STATPOP

### Sprachen
Die Bevölkerung spricht eine hochalemannische Mundart, die sowohl Gemeinsamkeiten mit dem Berndeutsch des benachbarten Emmentals wie mit den anderen Dialekten des Kantons Luzern hat. Bei der letzten Volkszählung im Jahr 2000 gaben 97,70 % Deutsch, 1,68 % Albanisch und 0,31 % Italienisch als Hauptsprache an.

### Religionen – Konfessionen
Die Bevölkerung des Entlebuchs ist trotz der Nachbarschaft zum reformierten Kanton Bern streng katholisch. Heute sieht die religiöse Landschaft so aus: 94,95 % sind römisch-katholisch, 2,14 % evangelisch-reformiert, 1,38 % Muslime und 0,46 % Konfessionslose (Stand 2000).

### Herkunft – Nationalität
Ende 2022 zählte die Gemeinde 806 Einwohner. Davon waren 772 Schweizer Staatsangehörige und 34 (= 4,2 %) Menschen anderer Staatsangehörigkeit. Die grössten Zuwanderergruppen kommen aus dem Kosovo (13 Menschen) und Deutschland (11), weitere 10 Personen aus anderen europäischen Ländern.

## Geschichte

Luftbild (1954)

Im Zusammenhang mit dem Einzug von Kreuzzugssteuern im Jahr 1275 wird der Ort unter den verschiedenen Namen Towenswande und Togelswande erwähnt. Die Gemeinde muss allerdings schon älter sein, da die Herren von Kapfenberg (einer Seitenlinie der Freiherren von Wolhusen) bereits im Jahr 1197 im Urbar des Klosters St. Urban genannt werden. Ein Teil der Gemeinde wurde 1329 an Ritter Johann von Aarwangen verkauft. Die Kapfenburg gehörte allerdings den Habsburgern. Diese wurde 1368 Humbel von Lichtenberg und seiner Gattin Adelheid von Wolhusen übergeben. Da das Ehepaar 1385 ins Bürgerrecht der Stadt Luzern aufgenommen wurde, entging die Burg der Zerstörung nach der Niederlage der Habsburger gegen die Eidgenossen in der Schlacht bei Sempach im Jahr 1386. Im Jahr 1488 wird die Kirche bei Tumulten entweiht. Die Kapfenburg zerfiel, und die Überreste ihrer Ruinen sind verschwunden. Die Herrschaft Luzerns war vielfach nur theoretischer Natur, da sich die wehrhaften Entlebucher viele Freiheiten verschafften. Seit 1803 gehört die Gemeinde zum neugeschaffenen Amt Entlebuch.

## Politik

### Gemeinderat
Der Gemeinderat Doppleschwand besteht aus drei Mitgliedern und ist wie folgt aufgestellt (Stand Februar 2024):
- Stefan Dahinden (SVP): Gemeindepräsident
- Hans Felder (CVP): Gemeindeammann
- Pia Haas-Bucher (CVP): Sozialvorsteherin

### Kantonsratswahlen
Bei den Kantonsratswahlen 2023 des Kantons Luzern betrugen die Wähleranteile in Doppleschwand: SVP (einschliesslich Junge SVP) 45,31 %, Mitte (einschliesslich Junge Mitte) 42,54 %, FDP 8,12 %, Grüne 2,86 % und SP 1,17 %.

### Nationalratswahlen
Bei den Schweizer Parlamentswahlen 2023 betrugen die Wähleranteile in Doppleschwand: SVP 43,3 %, Mitte 39,1 %, FDP 10,9 %, SP 2,1 %, glp 1,6 %, Grüne 1,3 %, übrige 1,7 %.

## Wirtschaft
Doppleschwand ist immer noch ein Bauerndorf. Von den (Stand 2000) 329 Erwerbstätigen arbeiten nur noch 120 in der Gemeinde; vor allem in den 38 Landwirtschaftsbetrieben. Von den 209 Wegpendlern haben 22,0 % ihren Arbeitsplatz in Wolhusen, 12,9 % in Entlebuch und 10,0 % in Luzern. Der Rest findet ein Auskommen in anderen Gemeinden der Region.

## Sehenswürdigkeiten
Die Dorfkirche St. Nikolaus, welche von Wilhelm Keller in den Jahren 1860 bis 1864 in neugotischem Stil erbaut wurde. Es gibt einen reich bemalten Hochaltar und zwei Seitenaltäre (links St. Fridolin, rechts St. Nikolaus). Ausserdem sehenswert ist die 1809 errichtete Bruneggkapelle über dem Ortsteil Oberhüsern mit einer gotischen Pietà, die aus dem Jahr 1530 stammt.

### Tourismus
Doppleschwand gehört einerseits zum Wandergebiet Napf, andererseits zum UNESCO-Biosphärenreservat Entlebuch. Dennoch ist der Fremdenverkehr derzeit kein grosser Arbeitgeber.

## Bilder

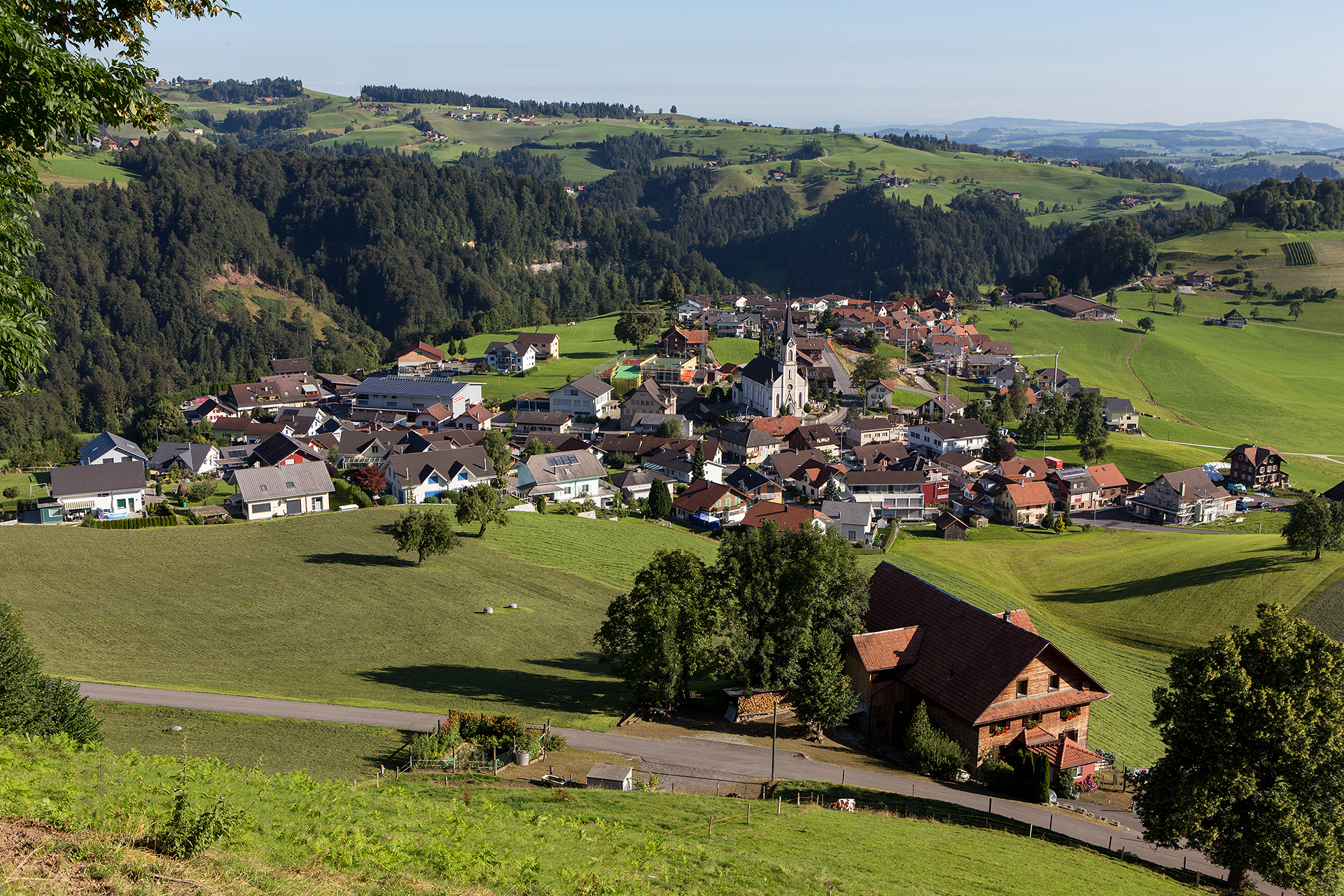
Doppleschwand
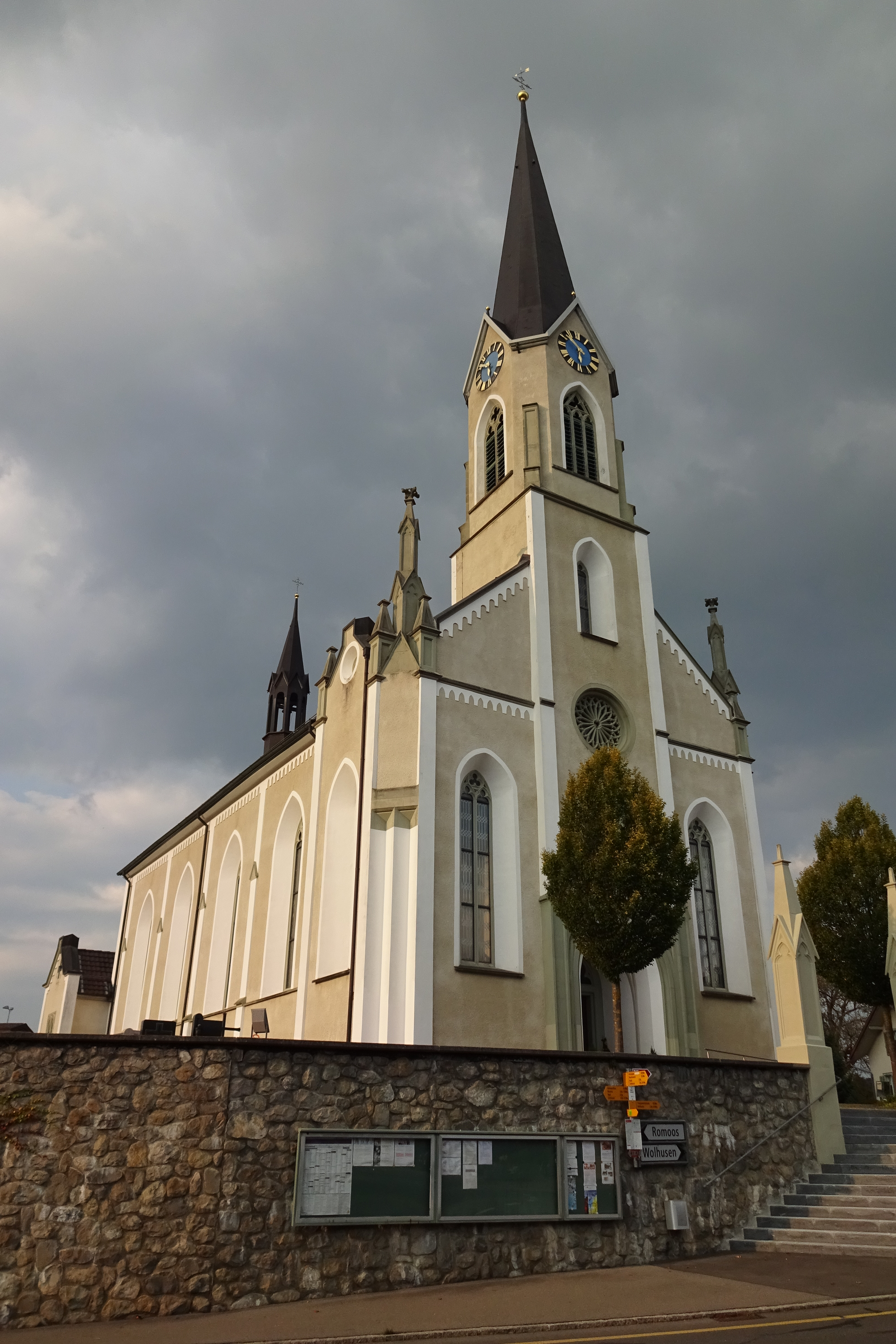
Doppleschwand – Pfarrkirche St. Nikolaus: Haupt- und Westfassade von Südwesten
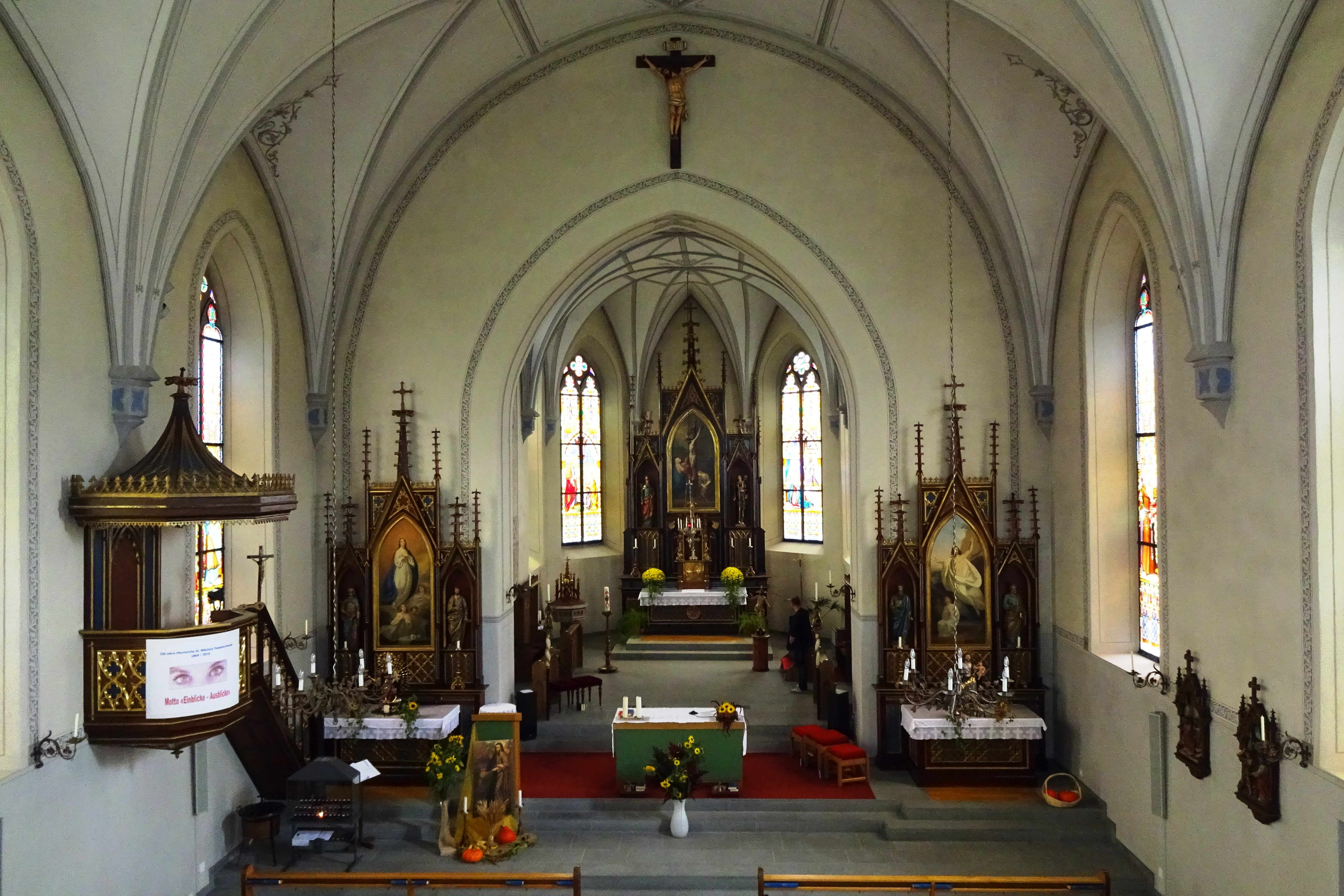
Doppleschwand – Pfarrkirche St. Nikolaus: Innenansicht – Blickrichtung Chor
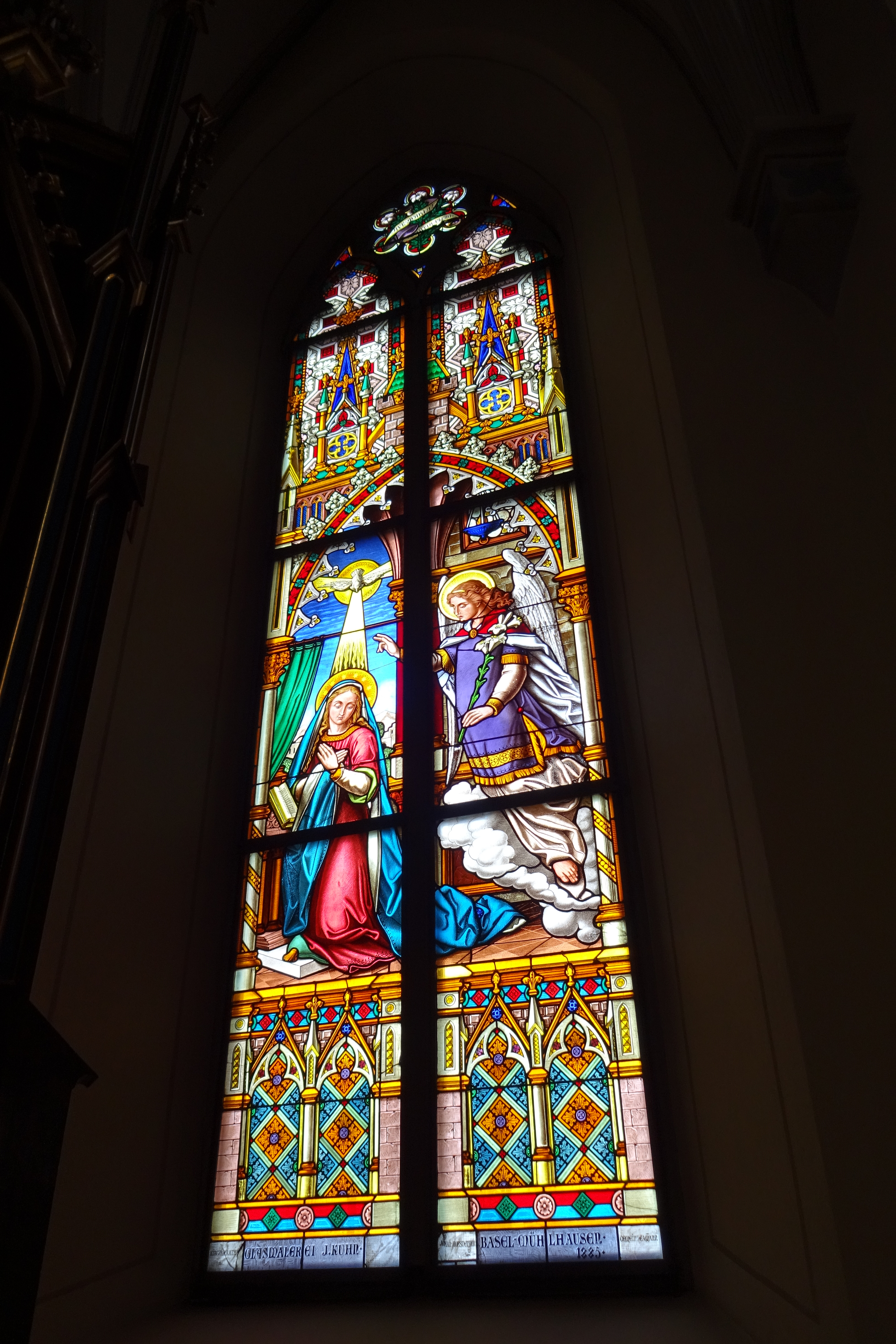
Doppleschwand – Pfarrkirche St. Nikolaus: Innenansicht – Chorfenster rechts
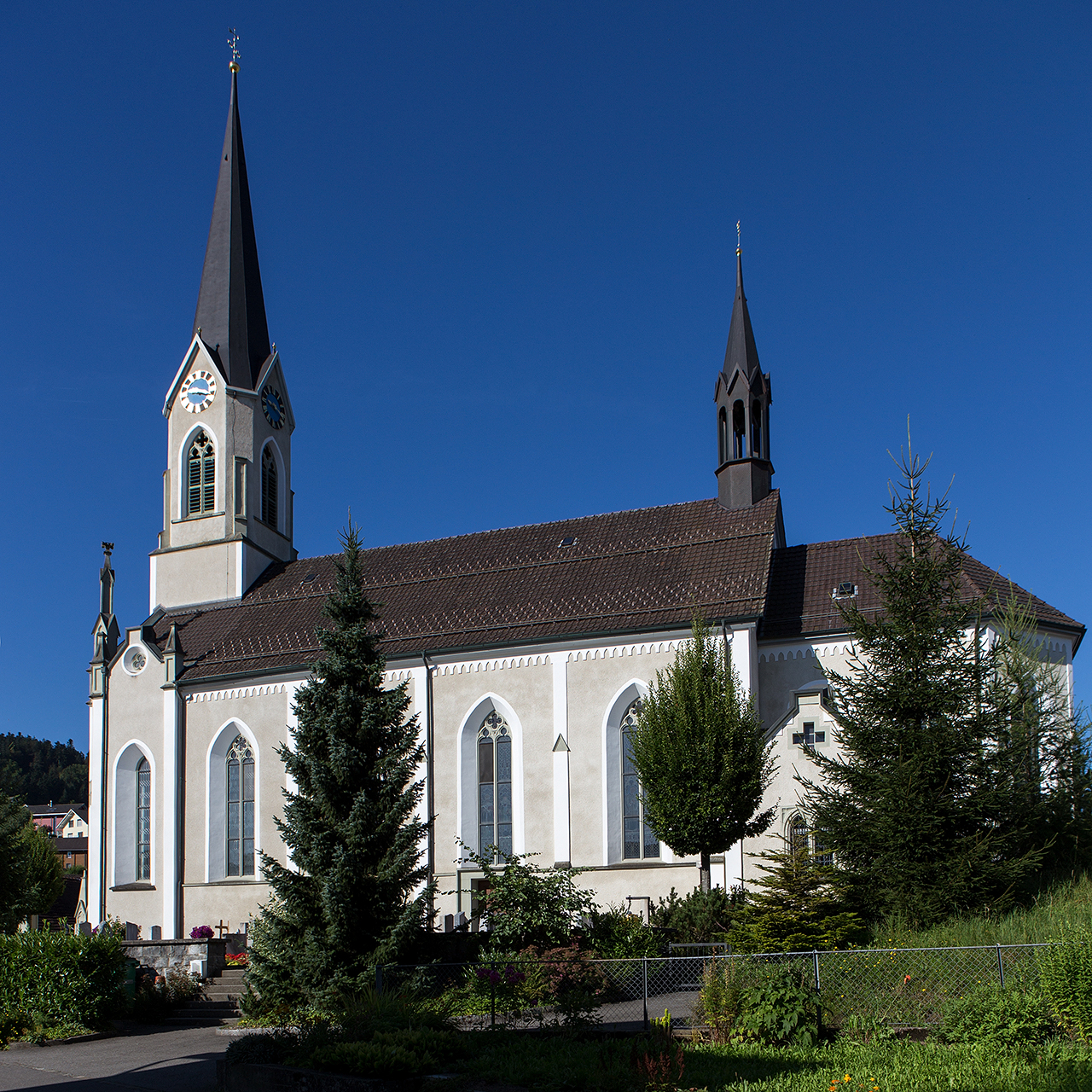
Kirche St. Nikolaus
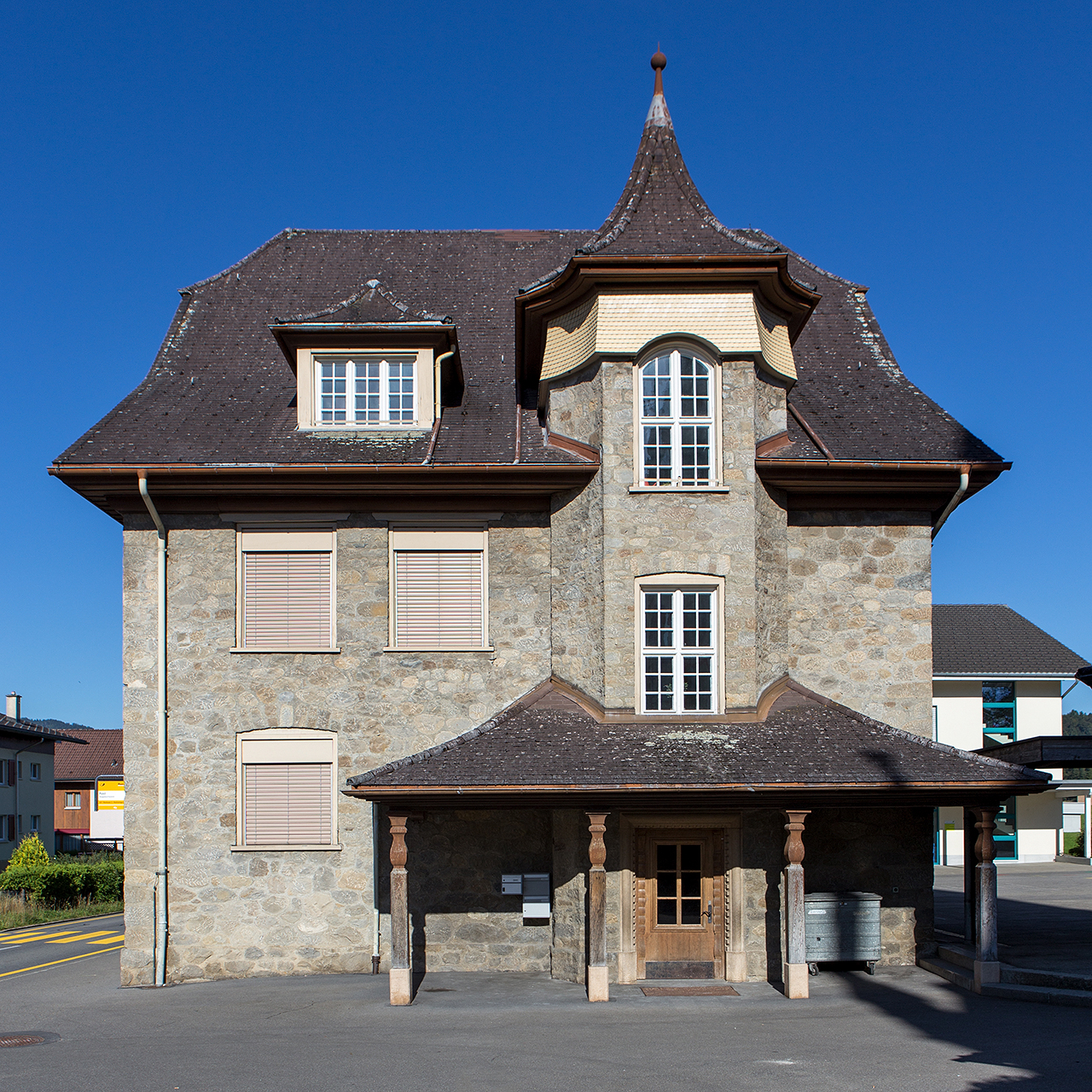
Das ältere Schulhaus
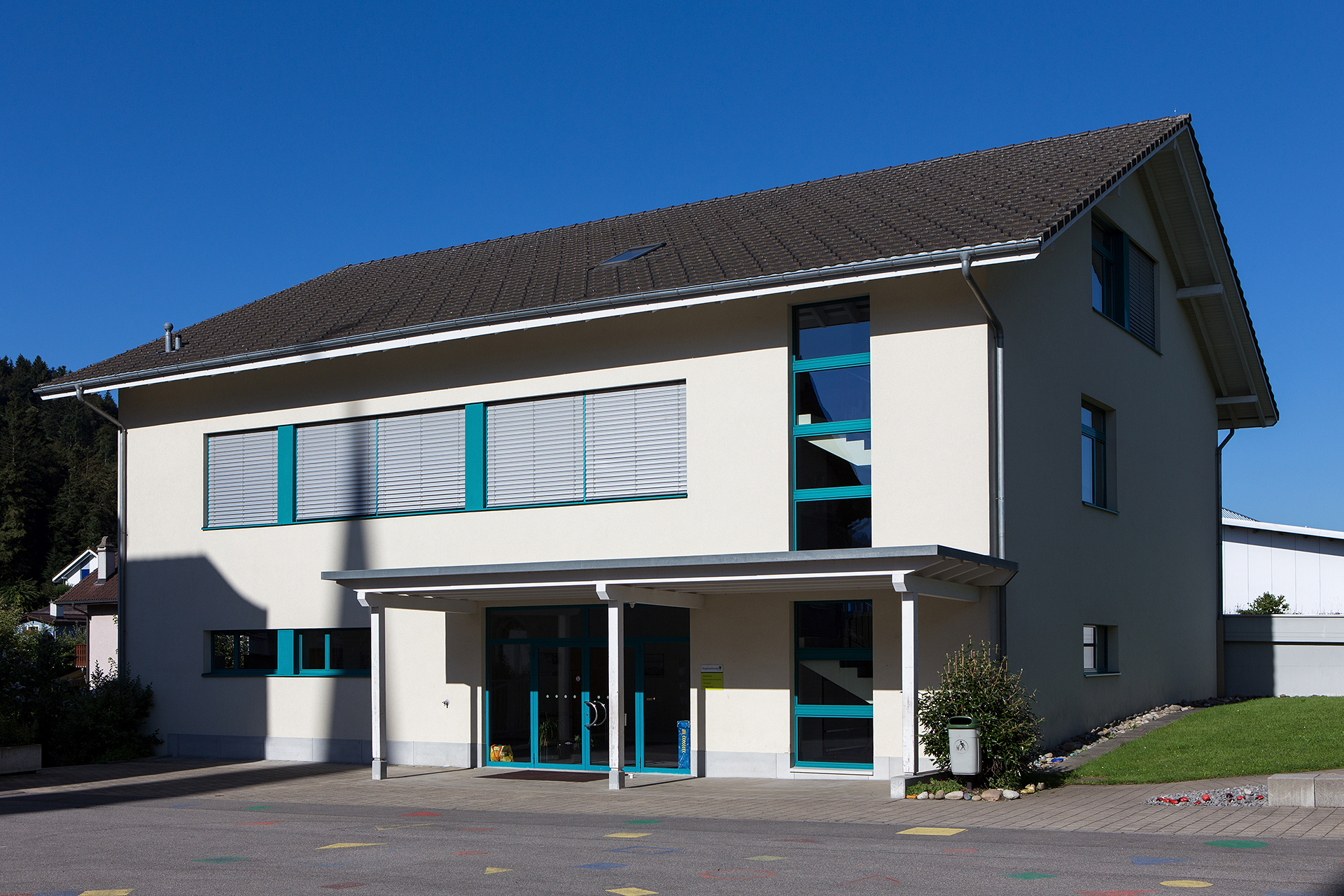
Das neuere Schulhaus

## Schulen
In der Gemeinde gibt es einen von (Schuljahr 2022/2023) 10 Kindern besuchten Kindergarten und eine Primarschule, an welcher 67 Schüler unterrichtet werden. Ab der 7. Schulklasse besuchen die Jugendlichen den Unterricht in Entlebuch.

### Verkehr

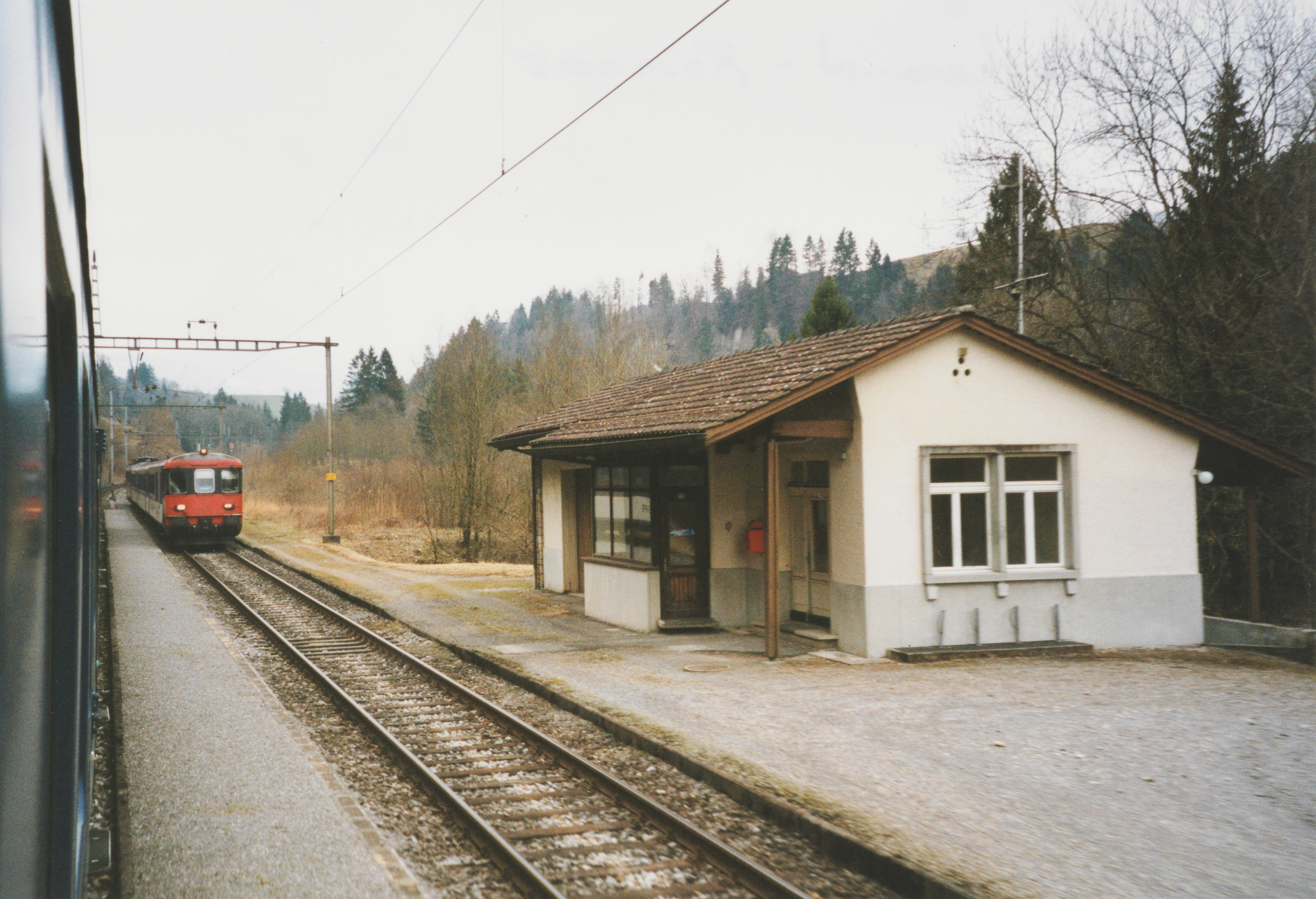
Kreuzung beim ehemaligen (2003)

Von 1934 bis 1999 gab es an der Bahnlinie Bern – Luzern, welche östlich der Gemeinde vorbeiführt, eine Haltestelle Doppleschwand-Romoos. Diese lag allerdings weitab beider genannten Gemeinden. 1957 wurde eine Kreuzungsstation errichtet, um die acht Kilometer lange Stationsdistanz zwischen Wolhusen und Entlebuch zu verkürzen. Die erste ferngesteuerte Station (Fernsteueranlage Albiswerk Zürich) der SBB wurde von Wolhusen aus gesteuert.
Seit der Errichtung von Strassenverbindungen in den Jahren 1839 bis 1841 war Doppleschwand per Strasse erreichbar. Bis 1926 fuhren wegen der engen Platzverhältnisse Postkutschen. Seither verkehren Postautos auf der Linie Wolhusen – Doppleschwand – Romoos. Die nächstgelegenen Autobahnanschlüsse in Emmen und Dagmersellen sind 26 und 27 km entfernt.